# Otto von Holtzendorff
Otto von Holtzendorff (* 19. Juli 1817 in Jagow, Uckermark, Provinz Brandenburg; † 15. Juni 1887 in Friedenau bei Berlin (oder 24. Juni 1887 in Bad Kissingen?)) war ein deutscher Gerichtspräsident und Bankdirektor in Gotha.

## Leben
Otto stammte aus dem uckermärkischen Zweig der Adelsfamilie von Holtzendorff. Er wurde als Sohn des Rittergutsbesitzers Karl von Holtenzendorff geboren. Nach dem Besuch des Gymnasiums zum Grauen Kloster in Berlin studierte er an den Universitäten Bonn und Berlin Rechtswissenschaften. 1837 wurde er Mitglied des Corps Borussia Bonn.
Nach dem Studium wurde Otto von Holtzendorff Regierungsassessor in Stettin und dann Staatsanwalt in Berlin.
Anschließend wurde er als Oberstaatsanwalt nach Gotha berufen, wo er später Vizepräsident und Präsident des Appellationsgerichts wurde. Ab 1869 war er Direktor der Deutschen Grundkreditbank in Gotha. 
Es gibt zwei Porträtgemälde von ihm.

## Ehe und Familie
Otto von Holtzendorff war mit Eveline von Ribbentrop, verwitwete von Barby (1820–1887), Tochter von General Erich von Ribbentrop (1777–1843), verheiratet. Deren Kinder waren
- Sara von Janson (1848–1929); schrieb ein Buch über die Familie, heiratete[2] General August von Janson (1844–1917), Sohn Gerhard von Janson
- Eva Zitelmann (1851–), heiratete Konsistorialrat Kurt Zitelmann (1844–1910)
- Henning von Holtzendorff (1853–1919), Großadmiral, heiratete Margarethe Zitelmann, verwitwete Klotz (1857–1941)
- Martha von Funck (1855–1884), war mit dem General Richard von Funck (1841–1906) verheiratet.
- Hans von Holtzendorff (1856–1865)
- Frida von Holtzendorff (1858–nach 1917), Übersetzerin
- Arndt von Holtzendorff (1859–1935), Chef des Ausrüstungswesens der HAPAG[3][4][5]